# Споменик Стевану Сремцу и Калчи
Споменик Стевану Сремцу и Калчи постављен је на почетку Копитареве улице (Kазанџијско сокаче) у Нишу.
Споменик је посвећен Стевану Сремцу, српском писцу реалистичких романа с краја 19. века и његовом пријатељу Kалчи, који је уједно и лик из његовог романа „Ивкова слава”. Споменик је подигнут на оригиналном месту куће Живка Мијалковића, познатијег као „газда Ивко”, богатог занатлије из Ниша.
Бронзана скулптура која приказује писца, ловца Kалчу и његовог пса Чапу дело је вајара Ивана Фелкера.